# 사카모토 타케시

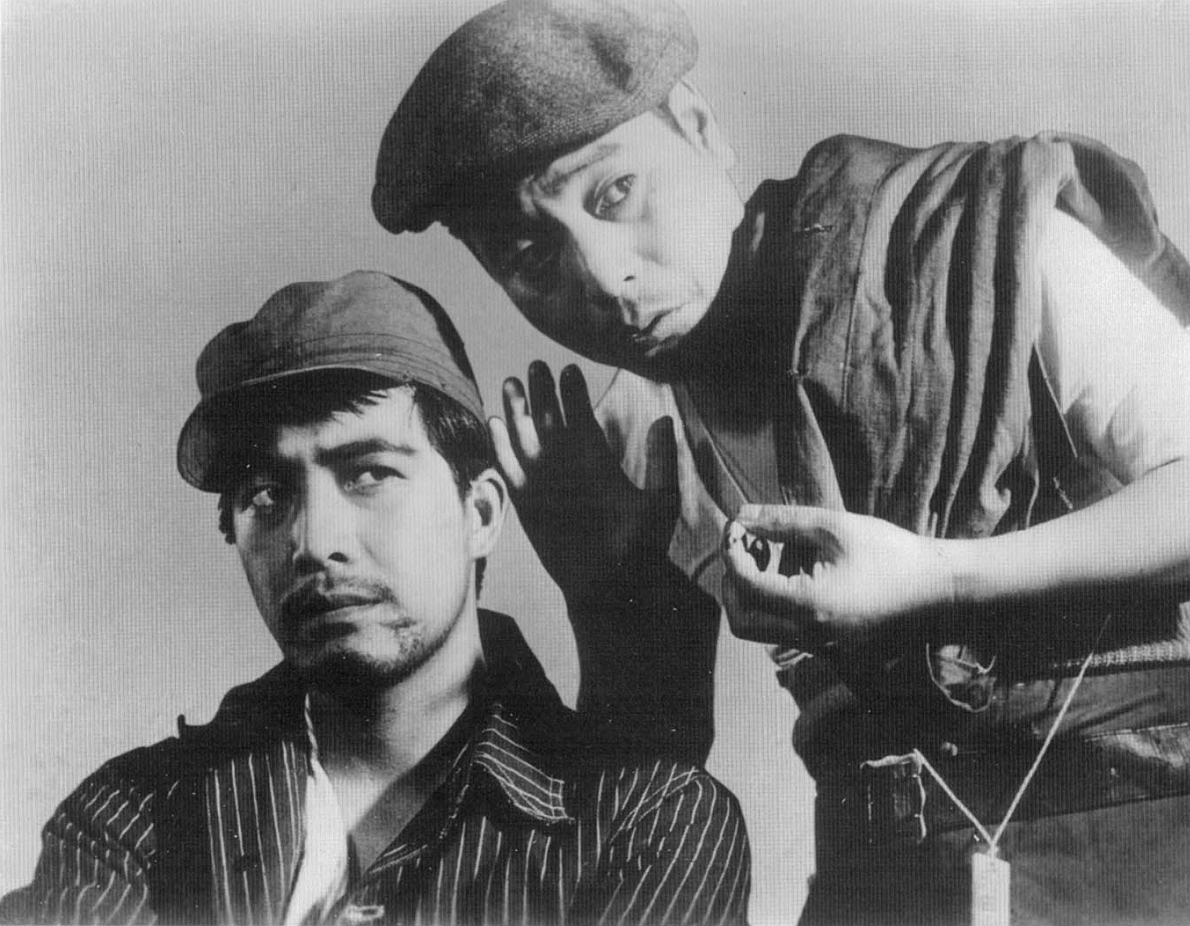

사카모토 타케시(Takeshi Sakamoto, 1899년 9월 21일 ~ 1974년 5월 10일)는 일본의 배우이다.
아코시에서 태어났으며 효고현에서 사망하였다.

## 영화
- 청춘은 무엇인가 (1965년)
- 사투의 전설 (1963년)
- 야성의 여인 (1957년)
- 굴뚝이 보이는 곳 (1953년)
- 카르멘 사랑에 빠지다 (1952년)
- 젊음의 기록 (1951년)
- 카르멘 고향에 돌아오다 (1951년)
- 바람 속의 암탉 (1948년)
- 셋방살이의 기록 (1947년)
- 스무살의 청춘 (1946년)
- 필승가 (1945년)
- 아버지가 있었다 (1942년)
- 장식비녀 (1941년)
- 도다가의 형제 자매들 (1941년)
- 사랑의 나무 (1938년)
- 안마와 여자 (1938년)
- 숙녀는 무엇을 잊었는가 (1937년)
- 대학은 멋진 곳 (1936년)
- 인생의 짐 (1935년)
- 동경의 잠자리 (1935년)
- 순진한 처녀 (1935년)
- 부초 이야기 (1934년)
- 지나가는 마음 (1933년)
- 청춘의 꿈은 어디에 (1932년)
- 봄은 여인으로부터 (1932년)
- 태어나기는 했지만 (1932년)
- 숙녀와 수염 (1931년)
- 동경의 합창 (1931년)
- 즐겁게 걸어라 (1930년)
- 발에 닿은 행운 (1930년)
- 못말리는 꼬마 (1929년)
- 대학은 나왔지만 (1929년)
- 젊은이의 꿈 (1928년)